# Yvonne Okoro
Chinyere Yvonne Okoro, nom de scène Yvonne Okoro, est une actrice ghanéenne du cinéma de Nollywood. Elle a reçu en 2010, le prix de la meilleure actrice aux Ghana Movie Awards. Elle a reçu également quatre récompenses aux Africa Magic Viewers' Choice Awards.

## Parcours
Elle est née en novembre 1984 d'une mère ghanéenne et d'un père nigérian. Elle vient d'une famille  nombreuse, étant le premier enfant de sa mère et le cinquième de tous ses frères et sœurs.Elle fréquente l'Achimota Preparatory School, puis la Lincoln Community School et la Faith Montessori School. Elle poursuit ensuite ses études à la Mfantsiman Girls Secondary School, puis s'inscrit à l'université du Ghana, à Legon, où elle a obtenu une licence combinant l'anglais et la linguistique. Par la suite, elle étudie la civilisation de la presse, le théâtre et le marketing à l'Université de Nantes, en France.
Elle fait ses débuts à l'écran dans Sticking to the Promise, un film de 2002 produit par le producteur nigérian Theo Akatugba, juste après ses études secondaires. Elle joue également un rôle secondaire dans la série à succès Tentacles du même producteur pour Point Blank Media Concepts. Elle reçoit le prix de la meilleure actrice aux Ghana Movie Awards en 2010 et a été nommée pour le prix de la meilleure actrice aux Africa Movie Academy Awards deux fois de suite en 2011 et 2012 pour ses films Pool Party et Single Six. Elle a également reçu quatre Africa Magic Viewers' Choice Award et a été récompensée en 2012 par un Distinguished Achievement Award aux Nigeria Excellence Awards,.
En 2018, elle est l'animatrice de Dinning with Cooks and Braggarts. Cooks and Braggarts est une émission culinaire animée par des célébrités qui montrent comment elles cuisinent leurs plats préférés tout en parlant de divers sujets.

## Filmographie
La filmographie d'Yvonne Okoro, comprend les films suivants  : 
- Mother's love
- Beyonce: The President’s Daughter
- The Return Of Beyonce
- The President’s Daughter
- Desperate To Survive
- The Game
- Agony Of Christ
- Royal Battle
- Queen Of Dreams
- ‘Le Hotelier’ in France
- Pool Party
- Sticking to the promise
- Single Six
- Why Marry
- Best Friends (Three can play)
- Blood is Thick
- Four Play
- Four Play reloaded
- Forbidden City
- Contract[6].
- I Broke my Heart
- Adams Apples (en) (2011–2012)
- Crime
- Queen Lateefah
- Ghana Must Go (2015)[7].
- Rebecca (2015)[8].

## Source de la traduction
- (en) Cet article est partiellement ou en totalité issu de l’article de Wikipédia en anglais intitulé « Yvonne Okoro » (voir la liste des auteurs).